# Carl Hierholzer
Carl Hierholzer (Freiburg im Breisgau, 2 de outubro de 1840 – Karlsruhe, 13 de setembro de 1871) foi um matemático alemão.

## Formação e carreira
Hierholzer estudou matemática na Universidade de Karlsruhe, obtendo um doutorado em 1865 na Universidade de Heidelberg, orientado por Otto Hesse. Obteve a habilitação em 1870 em Karlsruhe, com a tese Ueber Kegelschnitte im Raum, onde foi depois Privatdozent.
Hierholzer provou que um grafo conectado tem um caminho euleriano se e somente se exatamente zero ou dois de seus vértices tem um grau ímpar. Este resultado foi dado, porém sem a prova da parte 'se', por Leonhard Euler em 1736. Hierholzer aparentemente apresentou seu trabalho a um círculo de colegas matemáticos não muito antes de sua morte prematura em 1871. Um colega então providenciou sua publicação póstuma em um artigo em 1873.